# John Bradbury, 1:e baron Bradbury
John Swanwick Bradbury, 1:e baron Bradbury av Winsford, född 23 september 1872 och död 3 maj 1950, var en brittisk ämbetsman.
Efter universitetsstudier i Oxford ingick Bradbury 1896 i den brittiska förvaltningen, där han snart fick sin verksamhet förlagd till skattkammaren. Han var högt skattad som finansexpert och var åren 1913-19 permanent sekreterare i skattkammaren, och var 1919-25 Storbritanniens förste representant i den internationella skadeståndskommissionen. Bradbury blev 1925 upphöjd till baron Bradbury av Winsford.